# 26 germinal
26 ventôse 26 floréal
Le sextidi 26 germinal, officiellement dénommé jour du lilas, est le 206e jour de l'année du calendrier républicain.
C'était généralement le 15e jour du mois d'avril dans le calendrier grégorien.

## Événements
- La bataille de Saint-Gervais se déroule le 15 avril 1793 lors de la première guerre de Vendée.

## Naissances
- Adolphe Thiers naît le 15 avril 1797 (26 germinal an V) à Marseille.

## Décès
- Philippe François Rouxel de Blanchelande guillotiné à Paris le 15 avril 1793 (26 germinal an II).